# Alongkorn Jornnathong
Alongkorn Jornnathong (thailändisch อลงกรณ์ จรนาทอง, * 24. August 1989 in Kalasin), auch als Tom bekannt, ist ein thailändischer Fußballspieler.

## Karriere
Alongkorn Jornnathong erlernte das Fußballspielen in der Jugendmannschaft vom Rayong FC in Rayong. Bis Mitte 2017 spielte er in Bangkok beim Erstligisten Thai Honda Ladkrabang. Wo er vorher gespielt hat, ist unbekannt. Die Rückserie 2017 spielte er beim Zweitligisten Lampang FC in Lampang. 2018 unterschrieb er einen Vertrag beim Erstligisten PT Prachuap FC in Prachuap. Nach sechs Monaten wurde er zu seinem Jugendverein Rayong FC ausgeliehen. Mit Rayong spielte er in der zweiten Liga, der Thai League 2. Für Rayong absolvierte er 2019 33 Zweitligaspiele. Ende 2019 wurde er mit dem Club Tabellendritter und stieg somit in die erste Liga auf. Nach Ende der Ausleihe wurde er von Rayong 2020 fest verpflichtet. In der Saison 2020 kam er auf sechs Einsätze. Im Januar 2021 wechselte er zum Zweitligisten Khon Kaen United FC. In der Saison 2020/21 wurde er mit Khon Kaen Tabellenvierter und qualifizierte sich für die Aufstiegsspiele zur ersten Liga. Hier konnte man sich im Endspiel gegen den Nakhon Pathom United FC durchsetzen und stieg somit in die erste Liga auf. Nach insgesamt 72 Ligaspielen wurde sein Vertrag im Sommer 2024 nicht verlängert. Im Juli 2024 wurde er vom Zweitligaaufsteiger Mahasarakham FC unter Vertrag genommen. Nach 15 Ligaspielen gab er im Juni 2025 seinen Abschied vom Mahasarakham FC bekannt.